# Dachbegrünung

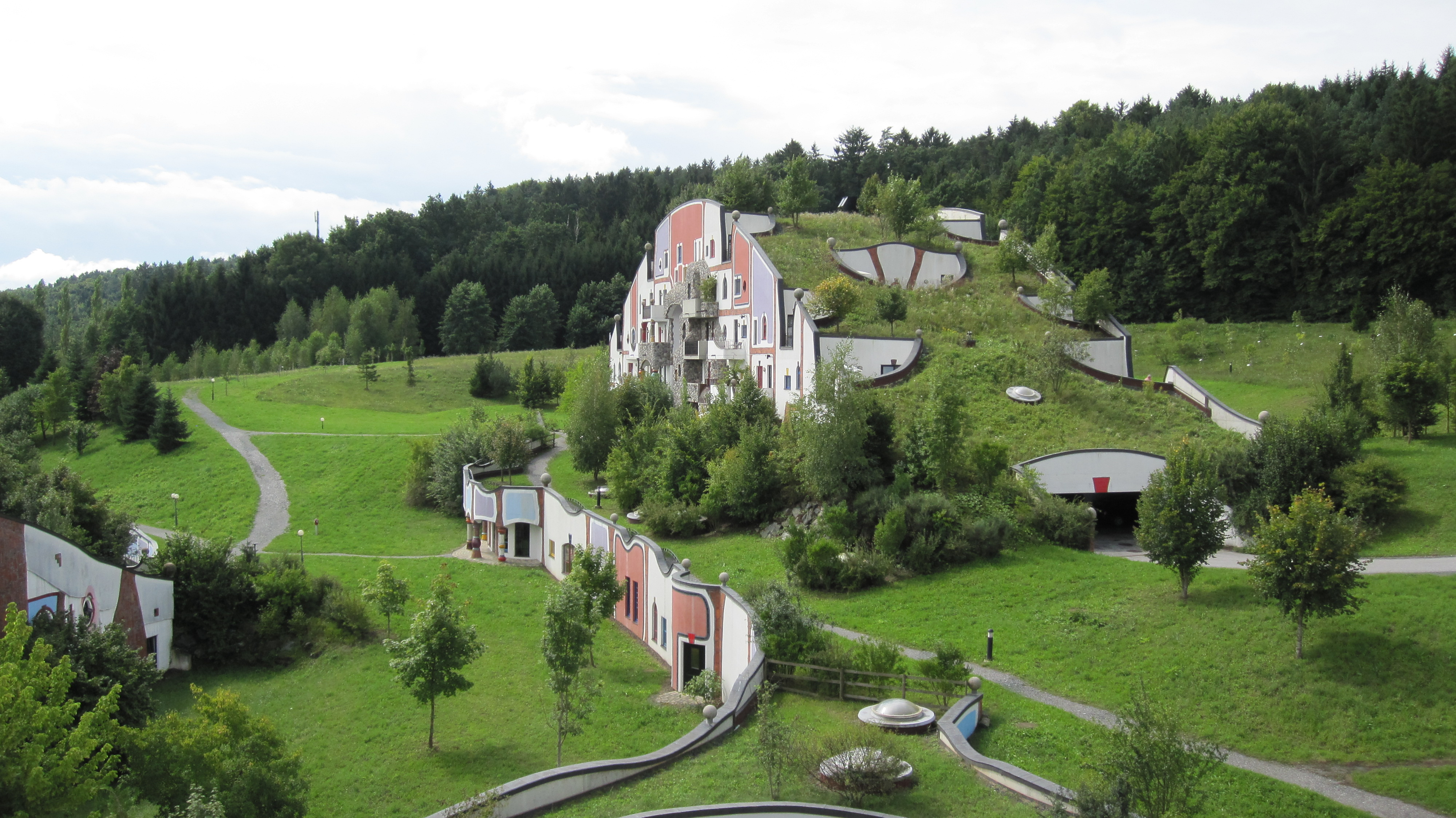
Das Gründach bedeckt das Steinhaus des Hotels Rogner Bad Blumau von Friedensreich Hundertwasser wie ein Erdhaus

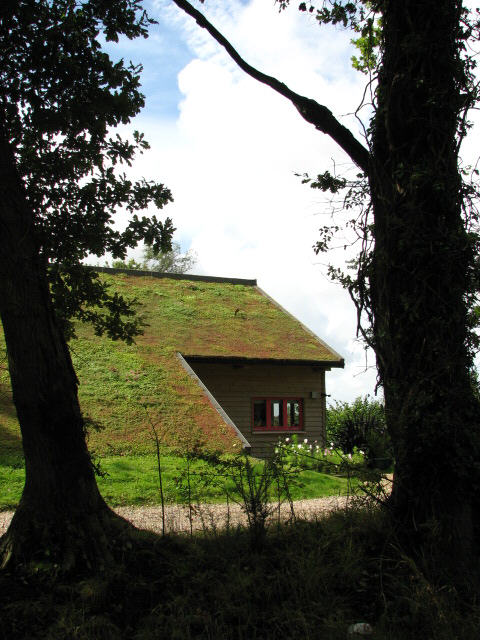
Bodentiefe Gründächer werden als Teil der Landschaft wahrgenommen

Dachbegrünungen wie Gründächer und Dachgärten sind eine Form der Bauwerksbegrünung. Dachbegrünung bezeichnet sowohl den Vorgang des Bepflanzens von Dächern als auch die Gesamtheit von Pflanzen, Substrat und notwendiger Unterkonstruktion.
Sie ist ein möglicher Bestandteil ökologischen Bauens.
In der Ökologie gelten Dachbegrünungen als Siedlungsbiotop, das insbesondere lokalklimatisch und in Bezug auf die Regenwasser-Bewirtschaftung eine Rolle spielt. Vorwiegend nach Art des Bewuchses werden extensive (Dünnschichtaufbau mit Substrat, trockenheitsverträgliche Vegetation) und intensive (vollwertiger Bodenaufbau bis hin zu Baumbepflanzung möglich) Dachbegrünungen unterschieden.
Dachbegrünung auf Flachdächern und Dächern mit geringer Neigung lassen sich mit wenig Aufwand installieren. Auch Sattel- und andere Steildächer können begrünt werden, indem das Pflanzsubstrat wie bei großflächiger Fassadenbegrünung durch Kammern, Taschen, Lamellen oder speziellen Geotextilien fixiert wird.
In Deutschland werden Dachbegrünungen teilweise öffentlich gefördert. Dies kann durch Direktzuschüsse, Festsetzungen in Bebauungsplänen oder indirekt, durch Splittung der Abwassergebühren geschehen.
Eine historische Form der Dachbegrünung ist das Grassodenhaus.

## Vor- und Nachteile
Vorteile:

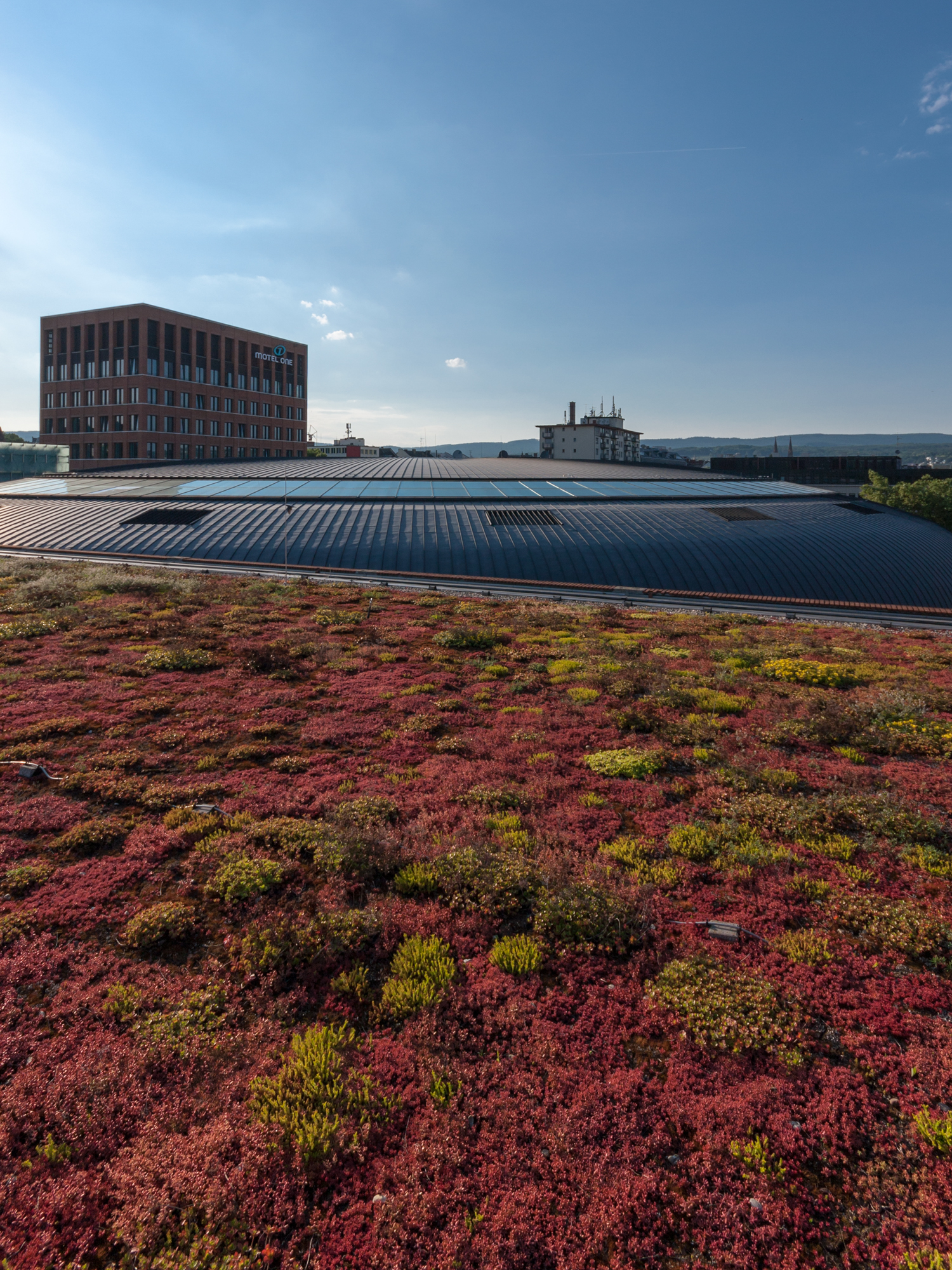
Ein extensiv begrüntes Parkhausdach

- Schutz der Dachabdichtung vor Wind, Regen, Temperaturschwankungen und UV-Strahlung. Die Lebenserwartung der Dachabdichtung, die bei ungeschützten Bitumendachbahnen rund 20 Jahre beträgt, kann sich durch die Dachbegrünung vervielfachen.[1]
- Verbesserung des Gebäude- und Raumklimas.
  - Im Winter verbessern Substratauflage und Bewuchs den Dämmwert des Dachaufbaus.
  - Im Sommer hat die Dachbegrünung einen kühlenden Effekt für die darunterliegenden Räume ebenwo wie für das lokale Mikroklima. Zum einen bremsen Wärmespeicherkapazität und Dämmwert der Substratschicht den Wärmedurchgang ins Gebäudeinnere. Zum anderen kühlt das Substrat durch die Verdunstung des gespeicherten Regenwassers die darunterliegenden Räume sowie die darüberstehende Luftschicht. Durch die Dämmwirkung der Dachbegrünungsschicht kühlen die darunterliegenden Räume im Winter weniger aus.
- Verbesserung des Stadtklimas. Dachbegrünungen können CO2, Staub und Schadstoffe aus der Luft filtern. Durch die Verdunstungskälte des feuchten Substrats und die Verschattungswirkung des Bewuchses wirkt ein Gründach der Aufheizung der Stadt durch Bildung von Wärmeinseln über versiegelten Flächen entgegen.
- Wasserrückhaltung. Da ein begrüntes Dach Wasser speichert und oft mehr als die Hälfte des jährlichen Niederschlags wieder verdunstet, werden Siedlungsentwässerung, Vorfluter und Kläranlagen entlastet. Durch die Pufferwirkung des wasserspeichernden Substrats läuft das Überschusswasser auch bei Starkregen erst mit ca. 15-minütiger Verzögerung ab.[1] Siehe auch: Schwammstadt
- Ersatzhabitat. Ein Gründach schafft Lebensräume für Pflanzen und Tiere, beispielsweise Vögel und Schmetterlinge. In Berlin wurden auf Gründächern mehr als 50 verschiedene Honig- und Wildbienenarten gezählt.
- Bei Kombination mit Photovoltaik-Elementen wird durch den kühlenden Effekt der Bepflanzung der Wirkungsgrad der PV-Anlage um bis zu 8 % gesteigert.[1][2]
- Optische und funktioniale Aufwertung des Gebäudes. Das Gründach kann als Dachgarten zur Erholung und zum Anbau von Zier- und Nutzpflanzen dienen.
- Die Dachbegrünung absorbiert Schall und reduziert den Lärm innerhalb wie außerhalb des Gebäudes.[3]
- Gründächer wirken sich allgemein positiv auf das Wohlbefinden von Menschen aus.[4]

Nachteile:
- Aufwand und Kosten zur Herstellung des Gründachs. Einige Großstädte fördern Gründächer jedoch mit bis zu 50 % der Kosten.[1]
- Eine intensive Dachbegrünung erfordert eine gewisse Pflege. Wenn ein intensiv begrüntes Dach in trockenen Perioden nicht austrocknen soll, ist in der Regel eine Bewässerung erforderlich. Bei extensiver Dachbegrünung werden typisch verschiedene Sedumarten verwendet, die trockenheitsresistent sind und kaum Pflege erfordern.
- Die Auflast auf der Dachkonstruktion erhöht sich bei extensiver Begrünung um mindestens 40 kg/qm. Eine intensive Dachbegrünung erfordert eine stärkere Substratschicht mit deutlich erhöhtem Gewicht. Unter Umständen ist zusätzlich eine Drainageschicht erforderlich.[5]

## Stadtklimatische Wirkung von Gründächern

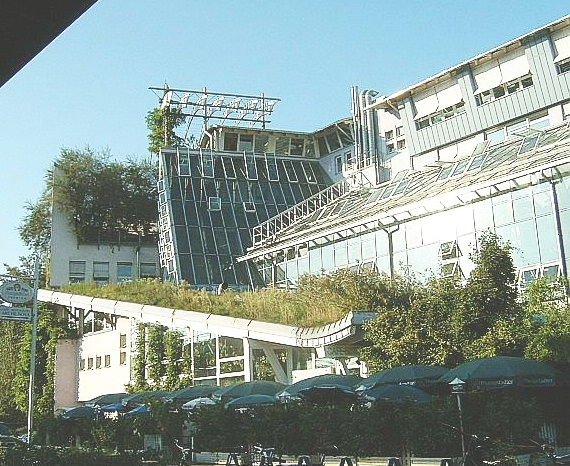
Gründächer des Ökohauses Arche in Frankfurt am Main

In Stadtgebieten liegt die Lufttemperatur höher als im nicht bebauten Umland. Die Ursachen sind vielfältig:
- Verkehr, Industrie, Gewerbe und private Gebäude emittieren Wärme, die aufgrund höherer atmosphärischer Gegenstrahlung durch den erhöhten Aerosolgehalt in der Stadtluft weniger stark abgestrahlt wird.
- Auf versiegelten Flächen wird weniger Wasser verdunstet als auf Grünflächen. Dadurch entsteht auch weniger Verdunstungskälte, welche die Umgebung kühlt.
- Die Bebauung sowie versiegelte Straßen- und Wegeflächen haben eine hohe Wärmekapazität und geben tagsüber gespeicherte Wärme in der Nacht an die Umgebung ab. Bei Strahlungswetterlagen können die Temperaturen in der Stadt in den Abend- und Nachtstunden um bis zu 10 °C höher liegen.[6] Siehe  städtische Wärmeinsel
- Dichte Bebauung behindert den Luftaustausch zwischen der Stadt und den umgebenden Flächen (über Kaltluftschneisen) sowie mit der Atmosphäre.

Dachflächen spielen auf Grund ihres hohen Anteils an der Stadtfläche bei der Ausprägung dieser Temperaturunterschiede eine wesentliche Rolle. Durch Begrünung der Dachflächen können in der näheren Umgebung die Lufttemperatur, die Luftfeuchtigkeit und die Strahlungsverhältnisse beeinflusst werden, wie in unterschiedlichen Messungen nachgewiesen worden ist.
Die Wirksamkeit von Dachbegrünungen in Bezug auf die Abschwächung der Wärmeinsel ist dabei nicht universell für alle begrünten Dächer gleich, da sie von einer Vielzahl von Faktoren abhängt. Diese Faktoren beinhalten die gegebenen klimatischen Bedingungen, die Transpiration der Vegetation, die Blattdichte und Art der verwendeten Vegetation, die Sonnenreflexion sowie die Verdunstung aus dem Wachstumsmedium.

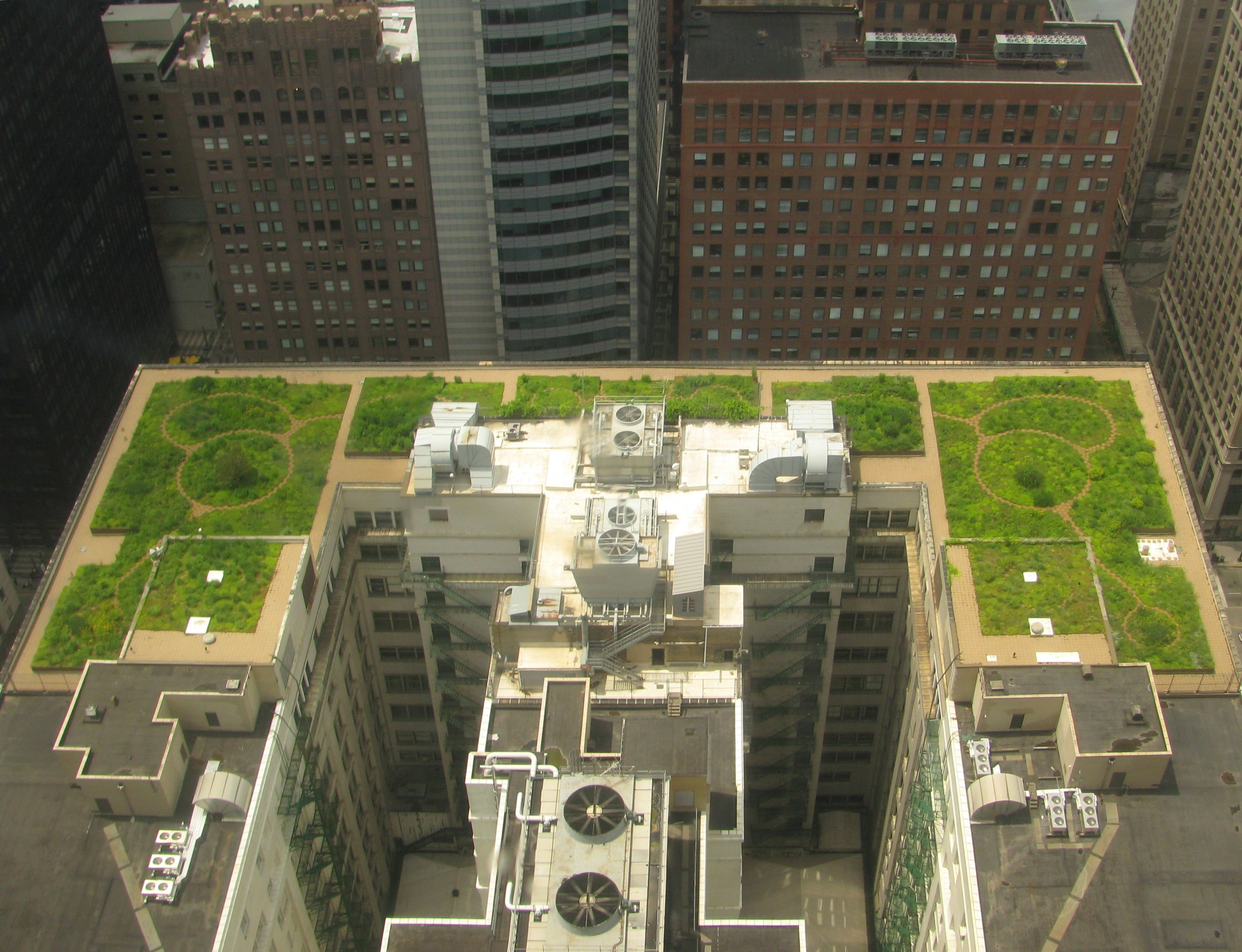
Gründach des Rathauses von Chicago

In den Sommermonaten wird die kurzwellige Einstrahlung an der Gebäudeoberfläche reduziert, da die Pflanzen einen Großteil der Strahlung absorbieren oder reflektieren. Als weiterer Effekt kommt die Abkühlung durch Wasserdunstung an den Blattoberflächen mit der dabei entstehenden Verdunstungskälte hinzu. Die Intensität der Verdunstung hängt dabei unter anderem von der Blattdichte ab. Als Maß für die Blattdichte wird in einigen Studien der LAI (Leaf Area Index) herangezogen, welcher den gesamten einseitigen Flächenanteil des photosynthetischen Gewebes pro Flächeneinheit des Bodens darstellt und damit die Menge der Blätter beschreibt. Der Wert des LAI ist von der Vegetationsart abhängig und liegt bei Gründächern üblicherweise bei 1. Eine in den Subtropen durchgeführte Studie fand heraus, dass eine Erhöhung des LAI mit einer Senkung der Wärmeabgabe einhergeht. In jedem Fall ist sie dabei jedoch niedriger als die Wärmeabgabe des unbegrünten Referenzdachs.
Messungen zeigten Temperaturunterschiede von 10 °C an der Oberfläche von begrünten gegenüber unbegrünten Dächern in den Mittagsstunden der Sommermonate auf. Diese Effekte sind bei der intensiven Dachbegrünung größer als bei der extensiven Dachbegrünung, da die größere Pflanzenmasse mehr Oberfläche schafft und das größere Bodenvolumen einen höheren Wasservorrat bereitstellen kann.
Gründächer können insbesondere den Tagesgang ausgleichen, vor allem die hohe Aufheizung in der Tagesmitte des Sommers abmildern. Bei langfristigen Ergebnisauswertungen „verschwimmt“ dieser Effekt, so dass beispielsweise die Berechnungen des Jahresmittels nur geringe Temperaturunterschiede von wenigen Grad zwischen begrünten und unbegrünten Dächern ausweisen. Zur Minderung der Aufheizung im Sommer tragen auch Fassadenbegrünungen durch die Verschattung und die erhöhte Verdunstungskälte bei.
Eine Studie in Bonn ergab, dass die Kombination aus einer Dachbegrünung mit einem 20-prozentigen Dachflächenanteil und einem Flächenentsiegelungsgrad auf dem Boden von 10 %, die aus der Nachverdichtung resultierende Klimawirkung neutralisieren kann. Dies äußerte sich in einer Reduktion der Lufttemperatur. Im Bereich des Fußgänger-Niveaus dagegen (2 m über dem Boden), konnten signifikante Veränderungen an der Lufttemperatur nur mit einem Begrünungsanteil der Dachfläche von 100 % in Kombination mit einer für Dachbegrünung unrealistischen Albedo von 80 % erreicht werden.
Eine in Hongkong durchgeführte Studie fand heraus, dass es drei Hauptfaktoren gibt, die einen maßgeblichen Einfluss auf die thermische Effizienz von Dachbegrünungen haben:
1. Albedo: Begrünte Dächer speichern durch ihre vergleichsweise höhere Albedo weniger Wärme.
2. Wärmeübertragung zwischen Gründach und Luft: Diese geht mit der Evapotranspiration einher und kann daher durch stärkeren Wind schneller beseitigt werden
3. Feuchtigkeit im Substrat: Ein hoher Feuchtigkeitsgehalt mindert die Wärmespeicherfähigkeit.

Bezüglich der Senkung der Oberflächentemperatur des begrünten Dachs, zeigte eine in Taiwan durchgeführte Studie, dass die besten Ergebnisse in einem heiß-trockenen Klima zur Mittagszeit erzielt werden. Insgesamt stellte sich hier heraus, dass eine höhere Umgebungstemperatur, mit einer wirksameren kühlenden Wirkung einhergeht.

## Bauliche Voraussetzungen für Gründächer

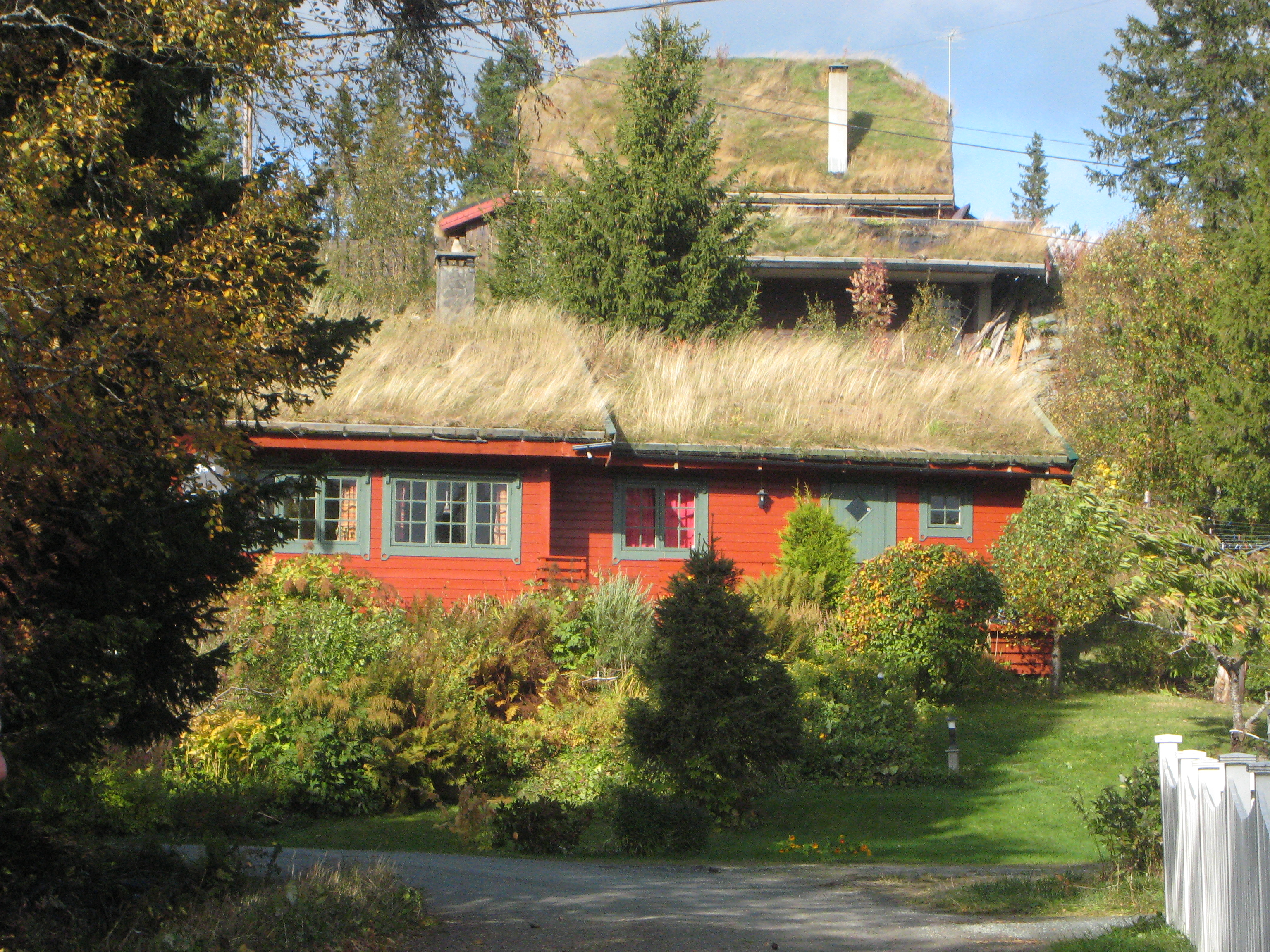
Gründach – Haus in Polen

Eine wesentliche Voraussetzung für die Dachbegrünung ist die Tragfähigkeit der Dachkonstruktion. Bei Neubauten kann diese Zusatzbelastung bereits beim Entwurf berücksichtigt werden.
- Warmdächer sind einschalige Konstruktionen ohne Hinterlüftung mit oder ohne Wärmedämmung. Sie sind grundsätzlich für die Dachbegrünung geeignet.
- Kaltdächer sind zweischalige, hinterlüftete Konstruktionen, deren Außenhaut im Bestand oft nur geringe Tragfähigkeitreserven hat und dann nur für eine extensive Dachbegrünung geeignet ist.
- Wärmegedämmte Umkehr- bzw. Duo- oder Plus-Dächer mit oberhalb der Abdichtung liegender Wärmedämmung sind sowohl für extensiv als auch für intensiv begrünte Umkehrdächer geeignet. Zur schnelleren Ableitung von Niederschlagswasser sollten evtl. zusätzliche Drainschichten vorgesehen werden.

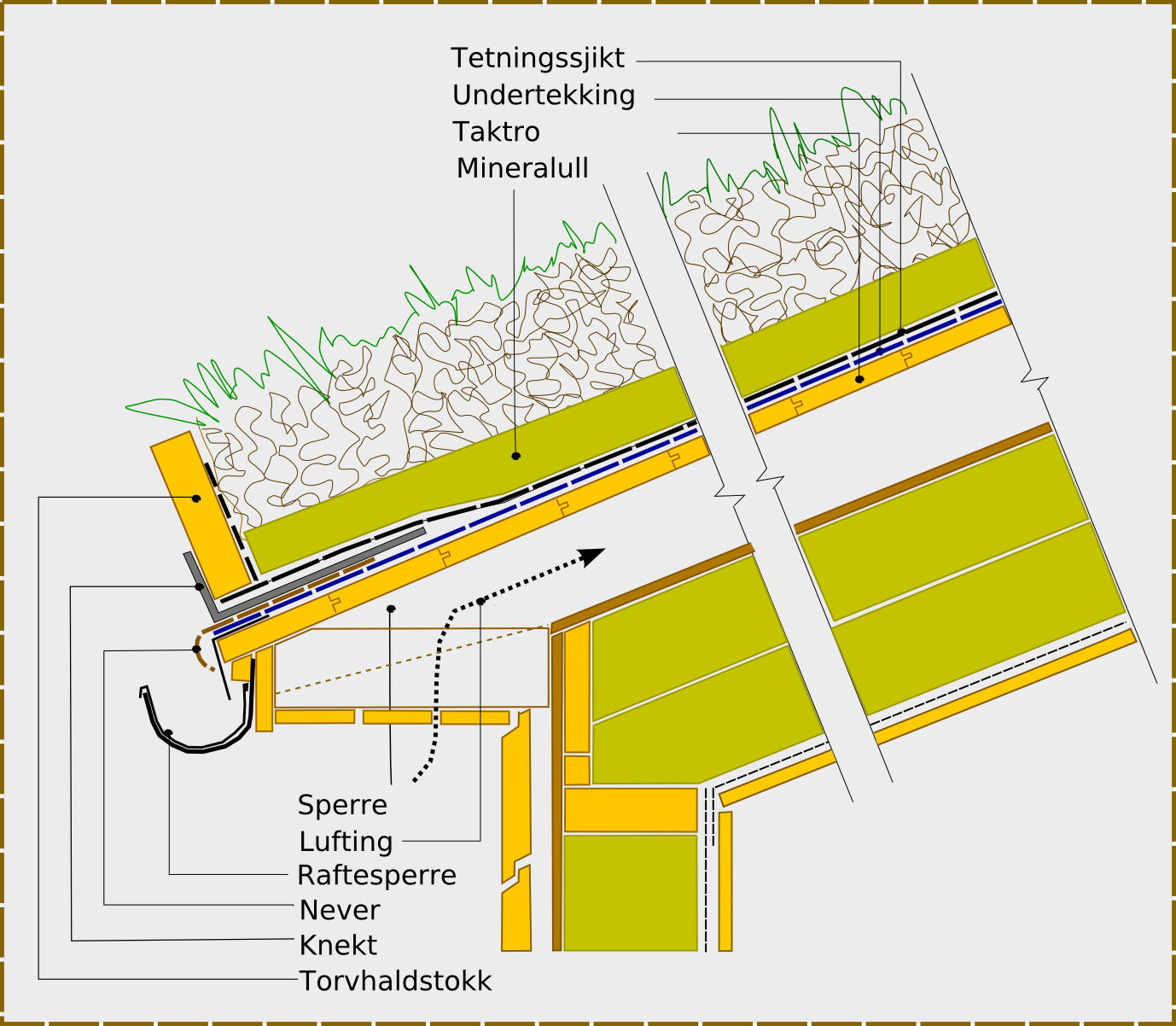
Schnittzeichnung Dachbegrünung

Durch die Unterlüftung kühlt die Vegetationsschicht unter einem Kaltdach im Winter stärker ab als über einem Warmdach ohne Lüftungsebene. Insbesondere bei freistehenden Gründächern ohne unterseitige Wärmedämmung können auch an der Unterseite Temperaturen unter dem Gefrierpunkt auftreten und zu Frostschäden an der Vegetation führen.
Eine extensive Dachbegrünung wird unter anderem auf Industriebauten eingesetzt und kann durch gewichtsoptimiertes Substrat und speziellen Drainageelementen mit 40 bis 80 kg/m2 auskommen. Eine Dachbegrünung kann die zum Schutz der Dachdichtung auf Flachdächern oft vorgesehene Kiesschüttung mit typischer Flächenlast von 60 bis 120 kg/m2 ersetzen.

## Aufbau eines Gründachs
Zum Schutz der Dachhaut wird über der Dachabdichtung zunächst ein Durchwurzelungsschutz vorgesehen. Darüber folgt meist eine Dränschicht, eine Filterschicht und die Vegetationsschicht.
PVC- und EPDM-Dichtungsbahnen sind leicht und benötigen meist keinen Durchwurzelungsschutz.

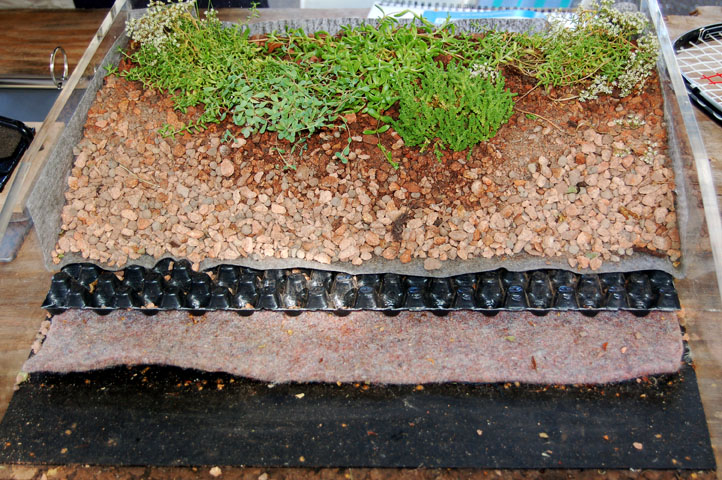
Schichtenaufbau eines Gründachs

### Durchwurzelungsschutz
Zum Schutz vor Durchwurzelung werden oft Kunststoffbahnen (PE, PVC, Polyolefine, EPDM) verlegt oder es wird eine durchgängige Flüssigabdichtung aus Polyurethan- (PUR), Polymethylmethacrylat- (PMMA) oder Polyesterharz (UP) aufgetragen. Wichtig ist eine ringsum dichte Verlegung der Bahnen. Um die Wurzeln am „Umwachsen“ der Schutzschicht zu hindern, sollte sie an den Rändern bis zu 20 cm über die Vegetationsschicht hochgezogen werden. An Dachabläufen und aufgehenden Bauteilen wird oft ein vegetationsfreier Streifen aus Kies, Schotter oder Platten vorgesehen, der auch die Pflege- und Wartungsarbeiten vereinfacht.
Eine Trennlage schützt die Dachabdichtung vor chemischer Unverträglichkeit mit dem Durchwurzelungsschutz. Hierzu werden meist Geotextilien wie zum Beispiel Vliese verlegt.
Der Durchwurzelungsschutz wird seinerseits durch eine Schutzschicht vor mechanischer Beschädigungen geschützt. Diese Schicht muss entsprechend widerstandsfähig gegen mechanische, thermische und chemische Beanspruchungen sein. Bei leichten Beanspruchungen kommen Geotextilien, wie zum Beispiel Vliese, in Frage. Bei stärkeren Belastungen werden Bautenschutzmatten aus Gummigranulat oder Kunststoffgranulat sowie Dränmatten und -platten eingesetzt, die gleichzeitig die Drainagefunktion übernehmen. Bei sehr hohen Belastungen können Beton(platten) oder Gussasphalt aufgebracht werden.

### Drainageschicht
Die Dränschicht nimmt das überschüssige Wasser aus der Vegetationsschicht auf und leitet es ab, um Staunässe zu verhindern. Bei entsprechendem Material kann sie Wasser speichern und bei der Begrünungsart „mit Wasseranstau“ zur Wasserbevorratung dienen. Dränschichten können aus Schüttstoffen (Kies, Lava, Blähschiefer und Bims), aus Recycling-Schüttstoffen (Ziegelbruch) oder Verlegesystemen (Dränmatten, Dränplatten oder kombinierten Drän- und Substratplatten) bestehen. Das Material wird entsprechend der Begrünungsart und der jeweiligen bautechnischen Gegebenheiten ausgewählt. Die Materialien müssen witterungsbeständig und widerstandsfähig gegen mikrobielle Zersetzungen sein, um die Wasserabführung langfristig zu sichern.

### Filterschicht
Die Filterschicht hält ausgeschwemmte feinere Bestandteile aus der Substratschicht zurück und verhindert so das Verschlämmen der darunterliegenden Dränschicht. Verwendet werden Geotextilien wie Vliesstoffe oder Gewebe, die als Bahnen über die Dränschicht aus Schüttstoffen gelegt werden oder bereits Bestandteil von vorgefertigten Dränmatten sind. Geotextilien sollten durchwurzelbar sein, damit die Dränschicht als zusätzlicher Wurzelraum zur Verfügung steht, insbesondere bei extensiven Begrünungen mit geringer Schichtdicke.

### Vegetationsschicht
Die Vegetationsschicht aus einem passenden Substratgemisch bildet wird von den Pflanzen durchwurzelt und ermöglicht ihre Versorgung mit Nährstoffen und Wasser sowie die Verankerung im Boden. Die Auswahl des Substrats folgt der gewählten Begrünungsart, der gewünschten Vegetation und den baulichen Möglichkeiten. Die Wasserspeicherfähigkeit sollte bei Intensivbegrünungen mindestens bei 45 Volumenprozent und bei Extensivbegrünungen mindestens bei 35 Volumenprozent, jedoch nicht höher als 65 Volumenprozent liegen.

## Vegetation auf Gründächern

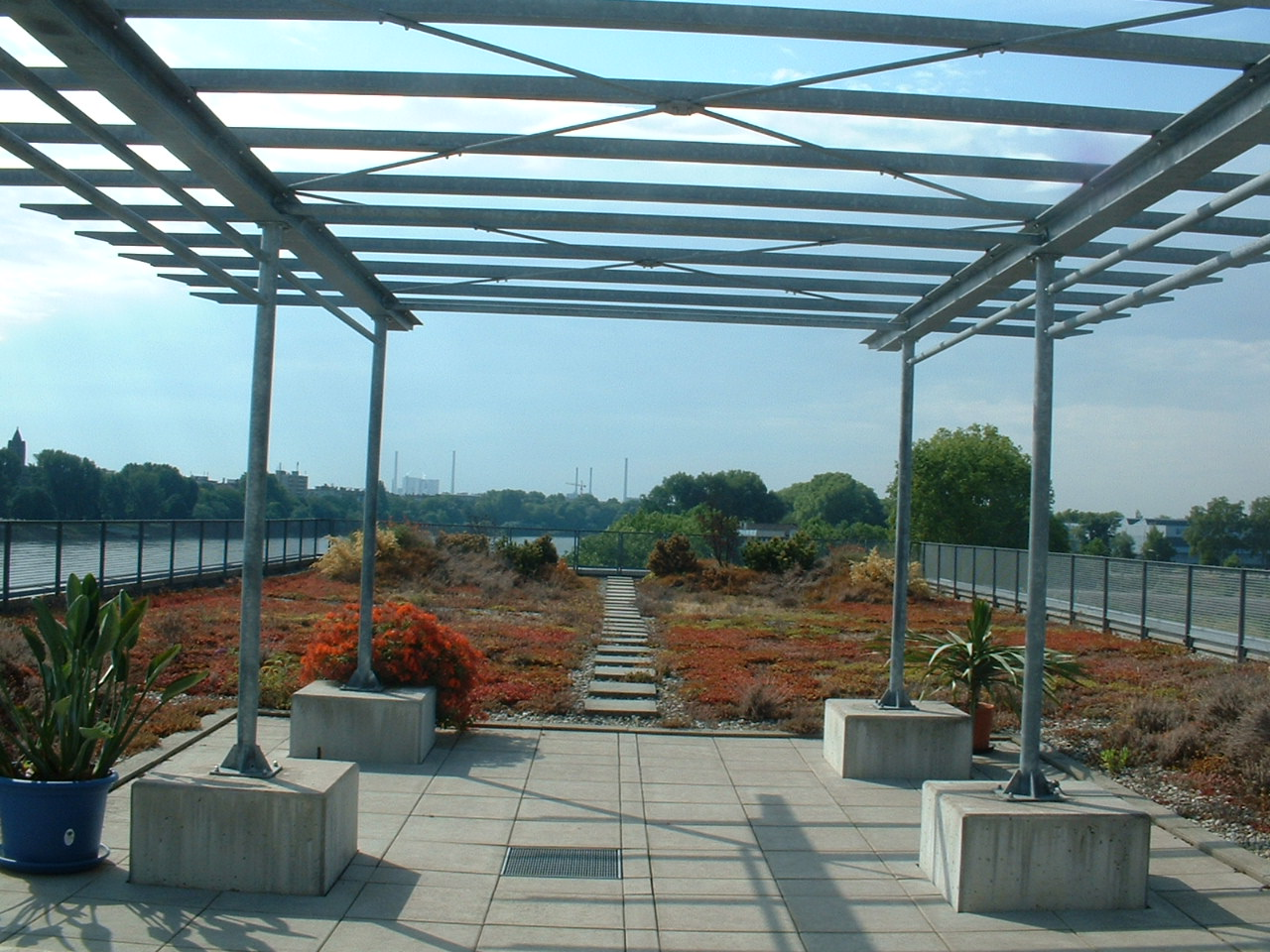
Extensiv begrünter Dachgarten

Pflanzengesellschaften auf begrünten Dächern müssen eine hohe Strahlungsintensität, Trockenperioden, Vernässung, Nährstoffarmut und Frostperioden tolerieren können. Mischgesellschaften reagieren in der Regel weniger empfindlich auf Änderungen der Standortbedingungen als Monokulturen.
In der Dachbegrünungsrichtlinie der Forschungsgesellschaft Landschaftsentwicklung Landschaftsbau (FLL, 2008) werden die Standortbedingungen in vier Gruppen unterteilt: klimatische, witterungsbedingte, bauwerksspezifische und pflanzenspezifische Faktoren. Berücksichtigt werden hierbei Substrateigenschaften, Dachneigung, Exposition der Dachfläche, regionale Klimaverhältnisse und Niederschlagsmengen sowie Verschattungen der Dachfläche.
Zur extensiven Begrünung werden überwiegend Moose, Sukkulenten (wasserspeichernde, meist dickfleischige Pflanzen aus Trockengebieten), Kräuter, Gräser und vereinzelt Zwiebel- und Knollenpflanzen eingesetzt. Die Bezeichnungen von Mischkulturen erfolgt in der Reihenfolge der am stärksten vertretenen Pflanzengruppen. Zur extensiven Dachbegrünung sind Moos-Sedum-, Sedum-Moos-Kraut-, Sedum-Kraut-Gras- und Gras-Kraut-Gesellschaften gebräuchlich. Moos-Sedum-Begrünungen können bereits bei geringen Substratstärken von nur 2 bis 6 cm eingesetzt werden, die Pflanzen besitzen eine hohe Widerstandsfähigkeit gegenüber Trockenheit. Gras-Kraut-Begrünungen benötigen Substratschichten von mindestens 10 cm für ein ausreichendes Wachstum und bilden eine „Halbtrockenrasen- oder Trockenrasengesellschaft“. Die Gras-Kraut-Begrünung stellt den Übergang zu den Vegetationsformen der einfachen Intensivbegrünung dar. Die Kosten für eine extensive Dachbegrünung beginnen bei 25 bis 35 €/m2 nach Angaben des Deutschen Dachgärtner Verbandes e. V.

## Solargründach
Sonnenkollektoren oder Photovoltaikmodule können sinnvoll mit einer Dachbegrünung kombiniert werden. Insbesondere wenn Solarmodule vertikal aufgeständert werden, wird das Dach -je nach Blickrichtung- noch als Gründach wahrgenommen. Systeme mit niedrigen Solarmodulen, die beispielsweise in einem Reihenabstand von etwa 80 cm aufgestellt werden, beeinträchtigen das Erscheinungsbild nur mäßig und lassen weiterhin das Begehen und die Pflege des Gründachs zu. Bei Verwendung von bifazialen Solarmodulen können diese auch in Ost-West-Ausrichtung aufgestellt werden.
Aus der Kombination von Solar- und Gründach können sich einige Vorteile ergeben:
- Der Wirkungsgrad der PV-Module erhöht sich an heißen Tagen durch die Verdunstungskühlung der unter ihr liegenden Grünfläche.
- Das Substrat kann zur windsicheren Beschwerung der Ständer der Module genutzt werden.
- Die Modulflächen schützen die Vegetation vor intensiver Sonneneinstrahlung und Wind.[20][21]
- Bessere Schall- und Wärmedämmung der darunterliegenden Räume als bei einem reinen Solardach.

## Gründächer in Deutschland
Die Fachvereinigung Bauwerksbegrünung (FBB) geht nach einer Befragung ihrer Mitglieder von einem jährlichen Zubau von etwa 8 Millionen m2 begrünter Dachflächen aus, zu über 80 % als Extensivbegrünung. In den letzten Jahren nimmt der Anteil der Intensivbegrünungen zu, vor allem durch die Begrünung von Tiefgaragen.
In Düsseldorf waren 2008 rund 730.000 m2 Dachfläche begrünt, das sind 1,6 % der gesamten Dachfläche von 25 km2. Darunter 1.330 Dächer mit insgesamt 440.000 m2 und 350 begrünte Tiefgaragen mit zusammen 290.000 m2. Diese Dachbegrünung entspricht etwa 10 % der in Düsseldorf vorhandenen Grünflächen.
In Stuttgart entstanden zwischen 1986 und 2008 180.000 m2 begrünte Dachfläche durch Förderung von bis zu 50 % der Kosten auf öffentlichen und privaten Dächern. Im Flächennutzungsplan 2010 sind für zukünftige Bauvorhaben weitere 1,5 Millionen m2 begrünte Dachfläche als Minimierungs- oder Ausgleichsmaßnahme vorgesehen.

### Förderung und Vorgaben
Die Förderung von begrünten Dächern obliegt im Rahmen der baurechtlichen Planungs- und Entscheidungsprozesse in Deutschland den Kommunen. Die geschieht in erster Linie durch Vorgaben in der Bauleitplanung, eine reduzierte Abwassergebühr und direkte finanzielle Förderung.
Eine Dachbegrünung kann im Bebauungsplan entsprechend §§ 8 – 10 BauGB vorgesehen werden. Bislang waren davon nur flache und flach geneigte Dächer betroffen. Dachbegrünungen können auch als ökologische Ausgleichsmaßnahme nach § 1a Abs. 3 in Verbindung mit § 9 Abs. 1 Nr. 20 und Nr. 25 a) und b) BauGB gefordert werden, was nach einer Umfrage des DDV aus dem Jahr 2009 auf etwa 90 % der neu entstandenen Gründächer zutraf.
Die meisten Kommunen berechnen Abwassergebühren separat für Schmutz- und Niederschlagswasser. Ebenso wie Blaudächer halten begrünte Dachflächen Niederschlagswasser zurück und entlasten dadurch Regen- und Mischwasserkanäle. Für die Entwässerung begrünter Dächer wird daher häufig keine oder nur eine reduzierte Abwassergebühr erhoben. Die Einsparungen liegen nach Erhebungen des Deutschen Dachgärtner-Verbandes im Mittel bei 0,46 Euro pro m2 begrünter Dachfläche und Jahr. Maximal konnten 1,12 Euro pro m2 begrünter Dachfläche und Jahr eingespart werden, wie das Beispiel Köln zeigt.
Neben den Kommunen stellen teilweise die Bundesländern, der Bund, die KfW sowie der EFRE Fördermittel zur Verfügung. Zum Teil sind diese Programme auch kombinierbar.

## Richtlinien
- Richtlinie für die Planung, Ausführung und Pflege von Dachbegrünungen der Forschungsgesellschaft Landschaftsentwicklung Landschaftsbau e. V. in Bonn (kurz: FLL-Dachbegrünungs-Richtlinie)
- Richtlinien für die Planung und Ausführung von Dächern mit Abdichtungen (kurz: Flachdachrichtlinien), Teil des Fachregelwerks des Zentralverbandes des Deutschen Dachdeckerhandwerks (ZVDH).
- In Österreich gilt für Gründächer seit Juni 2010 die ÖNORM L1131 (Begrünung von Dächern und Decken von Bauwerksbegrünungen)